# 야마나시시역
야마나시시역(일본어: 山梨市駅, やまなししえき)은 일본 야마나시현 야마나시시에 있는 동일본 여객철도 주오 본선의 역이다.
주오 선 특급열차인 아즈사 호와 가이지 호가 일부 정차한다.

## 타는 곳
| 1 | ■주오본선 | 오쓰키・다카오・하치오지・다치카와 방면   |
| 2 | ■주오본선 | 상하행 대피선                             |
| 3 | ■주오본선 | 고후・고부치자와・시오지리・마쓰모토 방면 |

## 인접역
| 동일본 여객철도 주오 본선    | 동일본 여객철도 주오 본선 | 동일본 여객철도 주오 본선 |
| ---------------------------- | ------------------------- | ------------------------- |
| 히가시야마나시 다치카와 방면 | ■ 주오 본선 보통          | 가쓰가이초 마쓰모토 방면  |